# 여주 고달사지
여주 고달사지(驪州 高達寺址)는 경기도 여주시 북내면 상교리에 있는 신라의 고달사 터이다. 1993년 7월 23일 대한민국의 사적 제382호로 지정되었다.

## 개요
고달사는 신라 경덕왕 23년(764)에 처음 세워진 후, 고려 광종 이후 역대 왕들의 보호를 받아 큰 절로 성장하였다. 고달사에는 석조 문화재들이 많이 남아 있는데, 모두 고달이라는 석공이 만들었다고 전한다. 고달은 가족들이 굶어 죽는 줄도 모르고 절을 이루는 데에 혼을 바쳤다고 하는데, 절을 다 이루고 나서는 스스로 머리를 깎고 스님이 되었으며, 훗날 도를 이루어 큰스님이 되니, 고달사라 불렀다는 전설이 있다.
절터 안에는 깔끔한 모양과 세련된 조각수법의 고달사지부도(국보 제4호)를 비롯하여 훌륭한 문화재들이 많이 남아 있다. 고달사 원종대사혜진탑비 귀부와 이수(보물 제6호)는 원종대사의 행적에 대한 내용을 담고 있는 탑비로 975년에 만들었는데, 통일신라 말에서 고려시대 초기로 넘어가는 탑비형식을 잘 보여주고 있다. 고달사 원종대사혜진탑(보물 제7호)은 원종대사의 묘탑으로 아름답고 화려한 조각이 있어 고려시대 부도의 조각 수법이 잘 나타나 있다. 그 밖에 고달사지석불좌(보물 제8호)와 지금은 국립중앙박물관으로 옮긴 고달사지쌍사자석등(보물 제282호)이 있다.
최근에 발굴조사를 통해 금당터를 비롯한 건물터를 확인하고, 절터의 규모를 어느 정도 짐작할 수 있게 되었다.

## 관련 문화재
- 여주 고달사지 승탑 - 국보 제4호
- 여주 고달사지 원종대사탑비 - 보물 제6호
- 여주 고달사지 원종대사탑 - 보물 제7호
- 여주 고달사지 석조대좌 - 보물 제8호
- 여주 고달사지 쌍사자 석등 - 보물 제282호
- 여주 고달사지 석조 - 경기도 유형문화재 제247호

## 참고 자료
- 여주 고달사지 - 국가유산청 국가유산포털